# 嘘とカメレオン
嘘とカメレオン（うそとカメレオン）は、日本のロックバンド。2014年結成、2022年夏をもって活動休止。

## メンバー

### 現メンバー
チャム(.△)（2月18日 - ）
ボーカル担当。
広島県呉市出身。愛称は「チャムさんカッケー」。
菅野 悠太（すげの ゆうた、1月1日 - ）
ギター担当。
福島県会津若松市出身。愛称は「ピョン吉」「ピョンさん」「爺」。
渡辺 壮亮（わたなべ そうすけ、1992年4月28日（32歳） - ）
ギター・コーラス担当。
茨城県北茨城市出身。愛称「そうすけさん」「そうちゃん」。弟が1人いる。
2022年10月より「空中元彌」名義でボカロPとしても活動。
渋江 アサヒ（しぶえ アサヒ、1992年12月26日（32歳） - ）
ベース担当。
神奈川県川崎市出身。愛称「アサヒさん」。
ギルガメッシュ等のヴィジュアル系バンドも昔聞いていたらしく、Twitterで本人に褒められている。
青山 拓心（あおやま たくみ）
ドラムス担当。
予てよりサポートドラマーとして活動していたが、2017年4月1日より正式メンバーとして加入。妹が1人いる。
愛称は「たくみさん」。

### 旧メンバー
タクラ ユウキ
ドラムス担当だった。
在籍期間：2014年 - 2015年。

## 来歴
2007年
- 大学時代にFernandezを結成
  - Vo. チャム
  - Gt1. 津田淳志
  - Gt2&Co. 馬場雄基
  - Ba. 甲斐寛規
  - Dr. 赤星祐太

2014年
- 4月1日、結成[3]。
- 8月 - 下北沢ReGでライブハウスとの共同企画イベント「音の鳴る木」を開催。
- 渋江アサヒ（ベース）が加入。

2015年
- 12月 - タクラユウキ（ドラム）が脱退。

2016年
- 12月 - 初のミュージックビデオ「されど奇術師は賽を振る」を公開。

2017年
- 4月1日 - 青山拓心（ドラム）が正式加入。
- 6月24日 - 史上初のワンマンをチケットフリーで開催。
- 9月6日、初の全国流通盤となるミニアルバム『予想は嘘よ』を発売[4]。

2018年
- 3月11日 - 広島ライブイベント「HIROSHIMA MUSIC STADIUM -ハルバン'18-」出演のための移動中にサービスエリアで運転ミスにより交通事故を起こし、渡辺、渋江が軽傷、青山が腰椎骨折で全治3カ月と診断された[5]。
- 9月12日、1stアルバム『ヲトシアナ』をキングレコードから発売しメジャーデビュー[6]。

2019年
- 5月12日、ミニアルバム『ポストヒューマンNo.5』を発売[7]。
- 6月12日 - 7月5日、全国ツアー『はじめてのおつかいツアー 〜ひとりでできるもん！〜』を開催[8][9]。

2020年
- 4月8日、2ndアルバム『JUGEM』を発売[10]。

2022年
- 1月29日、配信シングル『匿名の讃歌』をリリース。また、同曲のMVで監督を務めた坪井隆寛による新アーティスト写真も公開[11]。
- 2月1日、今夏をもって活動休止を発表[12]。
- 7月9日、ラストライブ『嘘とカメレオンLAST LIVE “わをん”』を渋谷CLUB QUATTROにて開催。また翌10日には、未発表曲「Lila」を配信シングルとしてリリースした[13][14][15]。

## タイアップ一覧
| 使用年 | 曲名                                   | タイアップ                                                |
| ------ | -------------------------------------- | --------------------------------------------------------- |
| 2017年 | されど奇術師は賽を振る                 | テレビ東京『音流〜ONRYU〜』11月度エンディングテーマ       |
| 2018年 | モームはアトリエにて                   | TOKYO MXアニメ『SNSポリス』オープニングテーマ             |
| 2018年 | JOHN DOE                               | BSジャパンドラマ『極道めし』主題歌                        |
| 2018年 | フェイトンに告ぐ                       | TBS系『COUNT DOWN TV』9月度エンディングテーマ             |
| 2019年 | ルイユの螺旋                           | 東海テレビ・フジテレビ系 オトナの土ドラ『絶対正義』主題歌 |
| 2019年 | パプリカはポストヒューマンの夢を見るか | テレビ東京系『ゴッドタン』6月度エンディングテーマ         |
| 2019年 | 0                                      | ゲームアプリ『BLEACH Brave Souls』オープニングテーマ      |
| 2020年 | モノノケ・イン・ザ・フィクション       | テレビ朝日系アニメ『虚構推理』第1期オープニングテーマ     |
| 2020年 | NEVER                                  | ゲームアプリ『BLEACH Brave Souls』5周年記念楽曲           |

## ヘビーローテーション/パワープレイ

### テレビ
| 使用年 | 曲名                                   | ヘビーローテーション/パワープレイ                                |
| ------ | -------------------------------------- | ---------------------------------------------------------------- |
| 2018年 | フェイトンに告ぐ                       | CBCテレビ『超音楽』（2018年9月・10月度）                         |
| 2018年 | フェイトンに告ぐ                       | NiB長崎国際テレビ『AIR』9月度Catch Up!                           |
| 2018年 | フェイトンに告ぐ                       | 日本工学院専門学校×GYAO!×OKMusic『G-NEXT』9月度POWER PUSH ARTIST |
| 2019年 | パプリカはポストヒューマンの夢を見るか | IBC岩手放送『ミッドナイトシャッフル』オープニングテーマ          |

### ラジオ
| 使用年 | 曲名                                   | ラジオヘビーローテーション/パワープレイ                     |
| ------ | -------------------------------------- | ----------------------------------------------------------- |
| 2018年 | フェイトンに告ぐ                       | AIR-G' POWER PLAY                                           |
| 2018年 | フェイトンに告ぐ                       | Date fmエフエム仙台 9月MEGA PLAY                            |
| 2018年 | フェイトンに告ぐ                       | FM NACK5 9月前期POWER PLAY                                  |
| 2018年 | フェイトンに告ぐ                       | ニッポン放送 9月度優秀新人                                  |
| 2018年 | フェイトンに告ぐ                       | FM-NIIGATA 2018年9月度パワープレイ                          |
| 2018年 | フェイトンに告ぐ                       | FM FUJI 9月「SOUND FOREST」                                 |
| 2018年 | フェイトンに告ぐ                       | FM GIFU「G-POWER PLAY」                                     |
| 2018年 | フェイトンに告ぐ                       | ＠FM POWER PLAY                                             |
| 2018年 | フェイトンに告ぐ                       | レディオキューブFM三重 POWER PLAY                           |
| 2018年 | フェイトンに告ぐ                       | 関西AMラジオ5局企画『Monthly A Music』9月度パワープレイ     |
| 2018年 | フェイトンに告ぐ                       | FM長崎 パワープレイ「SMILE CUTS」                           |
| 2018年 | フェイトンに告ぐ                       | MRT宮崎放送パワープレイ「音楽魂」                           |
| 2019年 | パプリカはポストヒューマンの夢を見るか | ニッポン放送 5月度オールナイトニッポン・プッシュ曲          |
| 2019年 | パプリカはポストヒューマンの夢を見るか | RCCラジオ『ラジプリズム』マンスリープッシュ「推しプリズム」 |
| 2019年 | パプリカはポストヒューマンの夢を見るか | 文化放送 5月度「プラスチューン」                            |

## ミュージックビデオ
| 監督         | 曲名                                       |
| ------------ | ------------------------------------------ |
| 坪井隆寛     | 「されど奇術師は賽を振る」                 |
| 坪井隆寛     | 「N氏について」                            |
| 坪井隆寛     | 「フェイトンに告ぐ」                       |
| 坪井隆寛     | 「モノノケ・イン・ザ・フィクション」       |
| 坪井隆寛     | 「匿名の讃歌」                             |
| 川崎龍弥     | 「百鬼夜行」                               |
| 川崎龍弥     | 「パプリカはポストヒューマンの夢を見るか」 |
| イノウエマナ | 「ルイユの螺旋」                           |
| 祖父江孝人   | 「0」                                      |

## ライブ

### ワンマンライブ・主催イベント
| 日程           | タイトル                                                                      | 公演規模・会場          | 備考                                                                         |
| -------------- | ----------------------------------------------------------------------------- | ----------------------- | ---------------------------------------------------------------------------- |
| 2017年3月15日  | 嘘とカメレオンpresents〜嘘ノコシカケ〜 「予想は嘘よ」レコ発                   | 下北沢ReG               | ゲストバンド:LONE/イロムク/odd fire/comorebi/nAginAtA                        |
| 2017年6月24日  | 嘘とカメレオンフリーワンマンライブ                                            | 下北沢ReG               | レコ発でCD100枚完売                                                          |
| 2017年7月31日  | 嘘とカメレオンpresents〜嘘ノコシカケ 其ノ弐〜                                 | 下北沢ReG               | ゲストバンド:super aruca(o.a)/緑黄色社会/プルモライト/ビレッジマンズストア   |
| 2017年9月10日  | 嘘とカメレオン pre. 『ドキッ!嘘ツキだらけの大運動会』〜死闘編〜               | 下北沢ReG               | ゲストバンド:lical, 嘘とカメレオン, ホロ, 九十九, the twenties, 密会と耳鳴り |
| 2017年10月25日 | 当て振りライブ 嘘つきが蔓延 閻魔がキツそう インストアツアー2017               | TOWER RECORDS札幌ピヴォ |                                                                              |
| 2018年4月1日   | 嘘とカメレオン presents 「にゃににゅにぇにょ」〜ご都合主義者は早起き〜        | 梅田Zeela               | 公演中止                                                                     |
| 2018年5月13日  | 嘘とカメレオン presents 「嘘ノコシカケ 其ノ参」 〜単身渡名で大May惑ワンマン〜 | ell. FITSALL            | 公演中止                                                                     |

### ツアー
| 開催日                   | タイトル・参加者 |
| ------------------------ | --- |
| 2018年2月3日             | 嘘とカメレオン presents「予想は嘘よ」リリース全国ツアー「嘘つきが蔓延 閻魔がキツそう インストアツアー」ツアーファイナルワンマン |
| 2018年7月27日 - 10月27日 | 嘘とカメレオン pre.『ここHOLEヲトシアナTOUR』 w/嘘とカメレオン / Hello Sleepwalkers / MOSHIMO / あゆみくりかまき / ドラマチックアラスカ / バックドロップシンデレラ / ヒステリックパニック / プルモライト / 神はサイコロを振らない / 魔法少女になり隊 |
| 2018年9月12日 - 10月21日 | 嘘とカメレオン pre.「当て振りインストアライブツアー2018」 |
| 2019年6月12日 - 7月5日   | はじめてのおつかいツアー 〜ひとりでできるもん！〜 |

### 出演イベント
- 2013年
  - 12月9日 - MARUYAMA SONGS
- 2014年
  - 7月15日 - 下北沢MOSAiC10周年企画
  - 10月8日 - 『extreme mixing』 〜Girls Quartet〜
  - 12月31日 - NEWScript presents 『NS COUNTDOWN 2014』〜ReG COUNTDOWN 2014-2015〜
- 2015年
  - 3月4日 - fateful encounters
  - 6月21日 - Insane pre. 「Proof of life vol.10 〜TOUR FINAL」
  - 8月23日 - NEWScript Fest 2015
- 2016年
  - 5月9日 - ESAKA MUSEに逢える喜び
- 2017年
  - 4月13日 - そこに鳴る「METALIN」RELEASE TOUR 2017
  - 4月16日 - FM OH! presents MAZALOOP 2017
  - 4月23日 - CONNECT歌舞伎町MUSIC FESTIVAL 2017
  - 5月1日 - あいくれ8周年記念 『マーガレットの花束を』
  - 5月11日 - ビレッジマンズストア「正しい夜遊び」リリースツアー
  - 6月11日 - ミミノコロック吉祥寺
  - 6月18日 - 華の乱 -2017-
  - 7月24日・25日・8月1日・2日・16日 - ライブキッズあるある中の人企画「夏フェスもいいけどライブハウスもいいよね」全国ツアー
  - 8月4日 - 夏福2017 後夜祭〜君となつふく〜
  - 8月19日 - MORNING RIVER SUMMIT 2017
  - 8月23日 - SOUND SHOCK 2017
  - 9月3日 - magenta 1st single「ハクセンノサキ」release tour final & vivid undress 3rd mini album "ENDLESS" release tour
  - 9月17日 - ビスケット・オリバvol.3
  - 9月18日 - TOKYO CALLING 2017
  - 9月23日 - EAT THE ROCK 2017
  - 9月26日 - ハートリードツアー2017〜西に向かって二礼!二拍!で御礼参り〜 名古屋編
  - 10月7日 - MINAMI WHEEL 2017
  - 11月17日 - ZEROICHI LIVE!!
  - 11月21日 - HOT STUFF presents Ruby Tuesday 26
  - 11月26日 - JOKA FES.2017-福山城下音楽祭-
  - 12月18日 - CHAMPON
  - 12月31日 - ReG COUNTDOWN 2017-2018 DAY3
- 2018年
  - 1月7日 - みそフェス2018
  - 1月20日 - 日本工学院ミュージックカレッジ presents HACHI-ON 2018 / 1st SHOW
  - 2月11日 - メリーロックの恩返し 2018
  - 3月3日 - 見放題東京2018
  - 3月4日 - AIR-G' Sparkle Sparkler presents スパクル☆ナイト Vol.6
  - 8月19日 - TREASURE05X 2018 〜SCREAM AMBITIONS〜
  - 8月22日 - 空想委員会「大歌の改新 一騎打ち編」
  - 8月24日 - Skream! × TOWER RECORDS × Eggs presents HAMMER EGG vol.9
  - 8月28日 - SOUND SHOCK 2018
  - 9月1日 - Burgundy presents バナフェス2018
  - 9月17日 - TOKYO CALLING 2018
  - 10月6日 - MINAMI WHEEL 2018
  - 10月22日 - 15th TOKYO INTERNATIONAL MUSIC MARKET LIVE
  - 11月18日 - リアクション ザ ブッタ Tour2018
  - 11月24日 - 空想委員会「大歌の改新 祭り編 〜盛岡事変〜」
  - 12月2日 - コドモメンタル presents ぜんぶ君のせいだ。× 嘘とカメレオン 2MAN SHOW
  - 12月9日 - JAPAN'S NEXT 渋谷 JACK 2018 WINTER
  - 12月14日 - ROCK IT RUDIE'S VOL.18
  - 12月31日 - COUNTDOWN JAPAN 18/19
- 2019年
  - 1月4日 - 「よいこのお正月フェス」
  - 1月5日 - みそフェス2019
  - 1月13日 - 眩暈SIREN「囚人のジレンマ TOUR 2019」
  - 1月19日 - バックドロップシンデレラ「本気だしてウンザウンザを踊るツアー」
  - 1月26日 - 日本工学院ミュージックカレッジpresents「Re:」
  - 2月9日 - GROUND OF KIDZ
  - 2月16日 - BOMBER-E LIVE CIRCUIT 2019
  - 3月2日 - Zephyren presents A.V.E.S.T project Vol.13
  - 3月2日 - 見放題東京2019
  - 3月6日 - FM NACK5 presents「OnePlate Vol.1」
  - 3月9日 - RUI HASHIMOTO PRESENTS SOUND SHOOTER VOL.14
  - 3月16日 - HAPPY JACK 2019 H-FINAL EDITION LIVE CIRCUIT
  - 3月17日 - TENJIN ONTAQ 2019
  - 3月23日 - SANUKI ROCK COLOSSEUM 2019 -MONSTER baSH × I RADIO786-
  - 3月24日 - HIROSHIMA MUSIC STADIUM -ハルバン'19-
  - 4月7日 - ひつじウォーズ2019
  - 4月20日 - FM NORTH WAVE & WESS PRESENTS IMPACT! XIV
  - 6月8日 - I ROCKS 2019 stand by LACCO TOWER

## メディア出演

### テレビ
- 極道めし 10話（2018年9月22日、BSテレ東[23]） - メンバー全員

### ラジオ
- 嘘とカメレオン 渡辺壮亮の琴線イッパツ!!（2020年10月3日 - 12月26日、文化放送・超!A&G+ [24]）[25] - 渡辺のみ
- 渡辺壮亮・浜乃上あぐのRadioGiGs（2023年4月14日 - 2025年3月28日、超!A&G+・ニコニコ生放送） - 渡辺のみ